# Nuk dua tjetër
Nuk dua tjetër är en låt på albanska framförd av sångerskan Gentiana "Genta" Ismajli. Med låten deltog Ismajli i musiktävlingen Kënga Magjike år 2005. I finalen den 13 november 2005 i Pallati i Kongreseve i Tirana fick Ismajli 292 poäng, vilket gav henne segern i tävlingen, 23 poäng före tvåan Aurora. Trea slutade rapparen Flori Mumajesi. Ismajli tilldelades även priset Çmimi I Internetit (internetpriset). 
Låten både skrevs och komponerades av Adrian Hila, som tidigare skrivit Ema Bytyçis vinnarbidrag i tävlingen år 2003, "Ku je ti". Hila har även komponerat Albaniens bidrag till Eurovision Song Contest år 2007 (Hear My Plea) och år 2008 (Zemrën e lamë peng).